# 766 Moguntia
766 Moguntia
766 Moguntia là một tiểu hành tinh ở vành đai chính, thuộc nhóm tiểu hành tinh Eos. Nó được Franz Kaiser phát hiện ngày 29.9.1913 ở Heidelberg, và được đặt theo tên Moguntia, tên tiếng Latin của thành phố Mainz (Đức), nơi có trường đại học mà Franz Kaiser giảng dạy..